# Enicospilus agrophus
Enicospilus agrophus là một loài tò vò trong họ Ichneumonidae.